# 王其勤
王其勤（？—？），字時敏，號少月，湖廣荊州府松滋縣人，民籍，明朝政治人物。

## 生平
嘉靖三十一年（1552年）壬子科湖廣鄉試第六名舉人。嘉靖三十二年（1553年）中式癸丑科會試第四十三名，三甲第十九名進士。工部观政，授直隶无锡知县，升南户部主事，历兵部员外郎、郎中。

## 家族
曾祖王本義，知縣；祖父王相之，州同知；父王天章，母李氏。弟王其賢（生员）。